# Старовоскресеновка
Старовоскресеновка — село Борисоглебского городского округа Воронежской области.

## География
Село расположено к западу от города Борисоглебска. Стоит на левом берегу реки Хопёр. Высота центра населённого пункта составляет 100 метров. К западу расположено село Нововоскресеновка, связанное с Воскресеновкой просёлочной дорогой.

### Улицы
В селе имеется две улицы:
- Борисоглебская
- Старовоскресеновская

## Население
| 2010 |
| ---- |
| 419  |